# Pundenrejo
Pundenrejo is een bestuurslaag in het regentschap Pati van de provincie Midden-Java, Indonesië. Pundenrejo telt 3655 inwoners (volkstelling 2010).